# کندیس پارکر
کندیس پارکر (انگلیسی: Candace Parker؛ زادهٔ ۱۹ آوریل ۱۹۸۶) بازیکن بسکتبال اهل ایالات متحده آمریکا است.
وی در مسابقات کشوری و بین‌المللی در مجموع برندهٔ ۳ مدال طلا شده‌است.